# Церковь Апостола Иакова (Дели)
Церковь Святого Иакова (англ. St. James' Church) — англиканская церковь в Дели, построенная в 1836 году полковником Джеймсом Скиннером, одна из старейших церквей города и часть Делийской епархии.
Церковь расположена у Кашмирских ворот. Она служила кафедральным собором вице-королевства до сооружения Кафедральной церкви Спасения в 1931 году.
Во дворе церкви похоронены Джеймс Скиннер, британский наместник Дели Уильям Фрейзер и служащий Ост-Индской компании Томас Меткалф.